# Jordi Suïls i Subirà
Jordi Suïls i Subirà (El Pont de Suert, 1968) és un lingüista català, expert en occità aranès i en les varietats parlades en els Pirineus centrals. És doctor en Filologia Catalana per la Universitat de Lleida (2000) i professor titular de Sociolingüística Occitana i Dialectologia Romànica.
Suïls ha estat director acadèmic del Servei Lingüístic de la Universitat de Lleida (2003-2005), director del Departament de Filologia Catalana i Comunicació i vicedegà de la Facultat de Lletres de la mateixa universitat. D'ençà el 2020, és també codirector de la revista Ripacurtia, una publicació represa pel Centre d'Estudis Ribagorçans després de deu anys de silenci.